# 朱清文
朱清文（1956年7月—），男，黑龙江宾县人，中华人民共和国政治人物。呼兰师范学校中文专业专科毕业，哈尔滨工业大学高级工商管理专业学历。

## 生平
1974年加入中国共产党。历任中共黑龙江省宾县县委副书记、县长，县委书记，双城市委书记；鹤岗市委常委、副市长，市委副书记、市长，市委书记、市人大常委会主任等职。2008年起担任全国人大代表。2011年1月调任中共绥化市委书记。2015年1月30日，朱清文当选为黑龙江省第十二届人民代表大会常务委员会副主任。2018年10月25日，中华全国总工会第十七届执行委员会召开第一次全体会议，选举全总十七届执委会主席、副主席和主席团委员，他当选为全总主席团委员。